# Laena heinzi
Laena heinzi (лат.) — вид жуков-чернотелок рода Laena из подсемейства мохнатки (Lagriinae, Tenebrionidae). Эндемик Китая. Вид назван в честь Walter Heinz (Schwanfeld), собравшего типовую серию.

## Распространение
Китай: Тибет, S Dongu La, 128 км южнее Yangpachen (= Yangbajain), 4400 м.

## Описание
Мелкие бескрылые жуки-чернотелки, длина тела от 5,5 до 6,2 мм. Имеет схожую форму тела и размер, как и виды группы alticola, но могут быть отделён от других пунктировкой надкрылий без чётких рядов и интервалов, очень длинной волосистостью на переднеспинке и очень короткой на надкрыльях, а также непунктированным боковым краем переднеспинки. Все бёдра у самок (самцы неизвестны) без зубцов. Вид был впервые описан в 2001 году немецким колеоптерологом Вольфгангом Шваллером (Dr. Wolfgang Schawaller; Staatliches Museum für Naturkunde, Штутгарт, Германия).